# Benzènediol
Le benzènediol ou dihydroxybenzène ou encore diphénol, est un composé aromatique, constitué d'un noyau benzénique, et de deux groupes hydroxy OH. Il a pour formule brute C6H6O2.
Il existe sous la forme de trois isomères, en fonction de la position des deux groupes hydroxyles sur le noyau benzénique (respectivement position ortho, méta et para) :

## Propriétés
Ces trois composés ont la même apparence, un solide granuleux transparent à blanc dans les conditions normales de température et de pression, mais qui noircit en présence de dioxygène.
Comme dans la plupart des phénols, les deux groupes hydroxy sont des acides faibles. Chacune des formes du benzènediol peut perdre un proton, donnant ainsi un ion phénolate.
De par sa structure, l'hydroquinone peut même perdre les protons de ses deux fonctions hydroxy pour former un ion diphénolate. Le sel diphénolate de sodium (de l'hydroquinone) est d'ailleurs utilisé comme comonomère dans la synthèse du polyétheréthercétone (PEEK).
| Benzènediol        |                                                         |                                                                 |                                                        |
| Nom                | benzène-1,2-diol                                        | benzène-1,3-diol                                                | benzène-1,4-diol                                       |
| Autre nom          | pyrocatéchol 1,2-dihydroxybenzène orthodihydroxybenzène | résorcine, résorcinol 1,3-dihydroxybenzène métadihydroxybenzène | hydroquinone 1,4-dihydroxybenzène paradihydroxybenzène |
| Représentation     |                                                         |                                                                 |                                                        |
| Numéro CAS         | 120-80-9                                                | 108-46-3                                                        | 123-31-9                                               |
| PubChem            | 289                                                     | 5054                                                            | 785                                                    |
| Formule brute      | C6H6O2                                                  | C6H6O2                                                          | C6H6O2                                                 |
| Masse molaire      | 110,11 g·mol−1                                          | 110,11 g·mol−1                                                  | 110,11 g·mol−1                                         |
| État               | solide                                                  | solide                                                          | solide                                                 |
| Point de fusion    | 105 °C                                                  | 111 °C                                                          | 170 °C                                                 |
| Point d'ébullition | 245 °C                                                  | 277 °C                                                          | 286 °C                                                 |
| pKa1               | 9,48                                                    | 9,44                                                            | 10,85                                                  |
| pKa2               | 12,08                                                   | 11,32                                                           | 11,39                                                  |
| SGH                | Attention                                               | Attention                                                       | Attention                                              |
| Phrases H et P     | H315, H317, H318, H332 et H341                          | H302, H315, H317, H319, H370 et H410                            | H302, H317, H318, H341, H351 et H400                   |
| Phrases H et P     | P280 et P312                                            | P260, P273, P280, P308 et P311                                  | P273, P280 et P313                                     |

## Dérivés
- L'urushiol est un dérivé du pyrocathéchol, substitué par un groupement alkyle. Il s'agit de composés huileux présents dans le sumac grimpant (sumac vénéneux) et responsables des irritations que provoquent la plante, mais aussi dans la noix (toxique) de l'anacardier (dont l'amande comestible est appelée noix de cajou), ainsi que dans la peau des mangues.
- Les catécholamines, dérivés aminés du catéchol, jouent le rôle d'hormones ou de neurotransmetteurs.
- La catéchine, antioxydant présent notamment dans le thé.

## Utilisations
- Les trois benzènediols peuvent être utilisés pour synthétiser leurs équivalents diméthoxybenzènes par étherification avec le sulfate de diméthyle.
- L'hydroquinone et le catéchol ont tous les deux été utilisés comme développeurs photographiques.
- L'hydroquinone peut être oxydée en benzoquinone (quinone), base de nombreuses molécules biochimiques (la vitamine K1 est la phylloquinone, le coenzyme Q10 est l'ubiquinone, etc.).